# Преступность в Санкт-Петербурге
Санкт-Петербург, как мегаполис, бывшая столица России и один из крупнейших городов становился предметом внимания из-за проблем с преступностью. В разные эпохи воровство и бандитизм выступали следствием общей бедности городского населения, изъянов, коррумпированности в государственных институтах и особенно социального расслоения в дореволюционный период. Всплески преступности всегда совпадали с периодами перемен и политических кризисов. Самым известным периодом процветающей преступности в истории современности являются 1990-е годы, когда Санкт-Петербург де-факто находился под контролем бандитских группировок и был признан в массовом сознании бандитской столицей.

## Общее описание
Санкт-Петербург — город федерального значения России, второй по численности в этой стране. По данным на 2022 год среднее количество преступлений составляло 86 на 10 000 человек, что ставит город на 18 место в списке самых безопасных регионов России. По удельному весу совершённых преступлений лидируют исторические районы. Наибольшая доля от всех преступлений приходится на кражи — в районе 40 %. В городе распространено хищение транспортерных средств и мобильных устройств. Значительная часть корыстно-насильственных преступлений совершается подростками против подростков.
На социально-экономическое развитие города негативно влияют экономические преступления, составляющие примерно 10 % удельного веса от всех выявленных преступлений в городе. Многие современные петербургские руководители крупных фирм и предприятий, а также депутаты в 1990-е годы были криминальными авторитетами и несмотря на свою легализацию, продолжают заниматься противозаконной деятельностью. Зародившийся в тяжёлых условиях бандитских 1990-х годов, петербургский бизнес продолжает существовать в синтезе с организованной преступностью. Следствием этого является серьёзная проблема с коррупцией в городе среди полицейских и чиновников, она выступает важным сдерживающим фактором в борьбе с преступностью.
Серьёзной проблемой для города выступает наркорынок. Только в 2019 году в городе от передозировок скончался 531 человек. Ещё в 1990-е годы город выступал важным перевалочным центром по сбыту наркотиков в западную Европу и другие города России. Эта проблема не утеряла свою актуальность и к началу 2020-х годов.

## Статистики

### Общее число зарегистрированных преступлений
| 2010   | 2011   | 2012   | 2013   | 2014   | 2015   | 2016   | 2017   | 2018   | 2019   | 2020   | 2021   | 2022   |
| ------ | ------ | ------ | ------ | ------ | ------ | ------ | ------ | ------ | ------ | ------ | ------ | ------ |
| 64 370 | 59 318 | 56 439 | 55 110 | 56 463 | 56 480 | 52 351 | 52 138 | 51 420 | 48 627 | 61 309 | 62 755 | 62 971 |

### Общее число убийств по годам
| 1994 | 1997 | 2000 | 2001 | 2006 | 2007 | 2008 | 2009 | 2010 | 2011 | 2012 | 2013 | 2014 | 2015 | 2016 | 2017 | 2018 | 2020 | 2021 |
| ---- | ---- | ---- | ---- | ---- | ---- | ---- | ---- | ---- | ---- | ---- | ---- | ---- | ---- | ---- | ---- | ---- | ---- | ---- |
| 956  | 912  | 861  | 956  | 555  | 495  | 431  | 411  | 360  | 319  | 284  | 235  | 244  | 197  | 192  | 174  | 157  | 149  | 134  |

### Убийства на 100 000 человек
| 1990 | 1995 | 2000 | 2005 | 2006  | 2007  | 2008 | 2009 | 2010 | 2011 | 2012 | 2013 | 2014 | 2015 | 2016 | 2017 | 2018 | 2019 | 2020 |
| ---- | ---- | ---- | ---- | ----- | ----- | ---- | ---- | ---- | ---- | ---- | ---- | ---- | ---- | ---- | ---- | ---- | ---- | ---- |
| 8,2  | 26,6 | 19,4 | 14,4 | 12,16 | 10,86 | 9,46 | 8,98 | 7,83 | 6,6  | 5,7  | 4,7  | 4,8  | 3,8  | 3,7  | 3,3  | 3,1  | 2,4  | 2,9  |

## История

### XVIII век
Первое поколение бандитов сформировали сосланные на строительство города невольные крестьяне и каторжники. Беглые каторжники и карелы формировали банды из 50—200 человек и совершали разбои, грабежи, убийства, потрошили живых людей и вбивали гвозди в их пятки. Разбои совершались средь бела дня и на людных местах. В город начали устремляться воры и разбойники со всей страны, укрывавшиеся в городских притонах и игорных домах. Одновременно в новорожденном городе начало процветать казнокрадство.

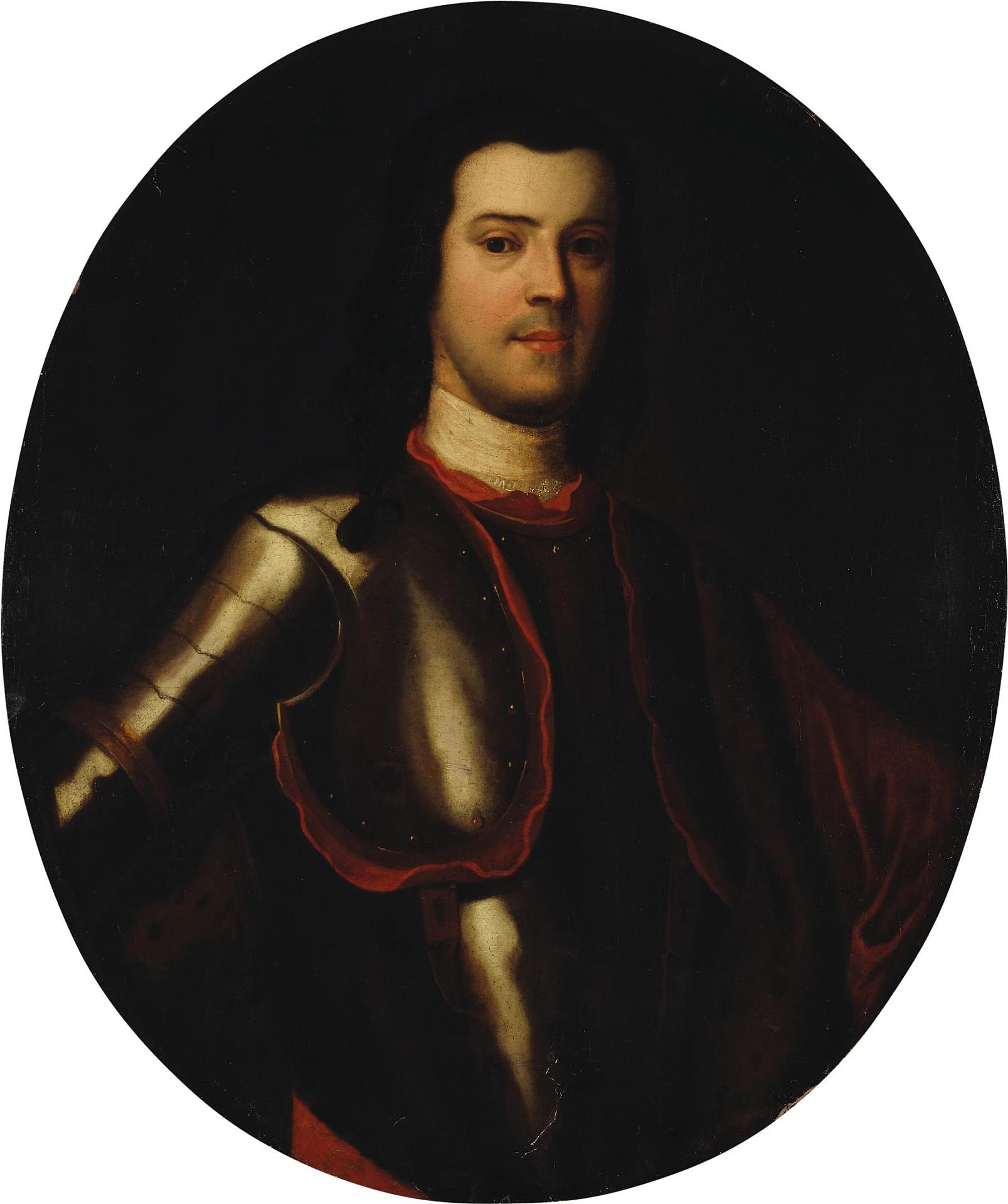
Антон Девиер, первый руководитель полиции в Санкт-Петербурге

Для борьбы с разбоем и коррупцией, Пётр I учредил в 1718 году полицейскую канцелярию во главе с генерал-полицмейстером Антоном Мануиловичем Девиером, при этом полиция того времени надзирала не только над общественным порядком, но и например благоустройством или дресс-кодом. Полиция была сформирована по немецкому образцу, она стала самой первой в России, так как до этого за правопорядком следили городские и деревенские общины. Тем не менее за неопытностью и плохим жалованием, полицейский орган показывал себя неэффективным и не справлялся с наплывом преступников. Несмотря на массовые расправы над разбойниками и их публичные казни, ситуация в городе не улучшалась, поэтому Пётр организовал первую перепись населения, полагая что это поможет в выявлении маргинальных элементов, в какой то момент на всех улицах были установлены шлагбаумы, перекрывающие путь в 11 вечера. Также жителей обязали обзавестись паспортами, но прирост населения превышал его паспортизацию. Уровень преступности в городе был в целом беспрецедентным для России той эпохи, причиной тому в том числе служили реформы Петра и навязываемый им необычный уклад жизни и общества для русских того времени. Бандиты укрывались в лесах и нападали верхом на лошадях не только на окрестности Петербурга, но и близлежащие деревни и ближайшие города, зачастую учиняя массовые расправы над местным населением, бандиты состояли не только из беглых каторжников, но и бывших солдат и охранников. Разбойники были достаточно грозной силой и нападавшие на них регулярные войска не всегда побеждали. Так как они укрывались в лесу, у Петербурга была организованна массовая вырубка деревьев.
Скоротечная эпоха правления императрицы Екатерины I, начатая дворцовым переворотом запомнилась офицерским и сержантским беспределом. Военные, имея при себе оружие, учиняли безобразия и разбой среди гражданского населения. Они воровали среди дня, врывались в дома богатых купцов и убивали целые семьи, а также взымали «налоги» в виде пищи, крова и вина у трактирщиков и хозяев постоялых дворов. Излюбленными жертвами существовавших тогда лесных разбойничьих групп становились проезжающие мимо Петербурга разбогатевшие иностранцы. Во второй половине XVIII века в Петербурге начало процветать карточное шулерство, в городе открылось множество подпольных игорных приютов, в итоге это привело к изданию запретительного указа и облавах на эти приюты и их обитателей. Тем не менее русская карточная шулерская школа приобретёт дурную славу во всей Европе и питерские картёжники станут преступными аристократами, разъезжающими по другим странам.
Императрица Екатерина II начала своё правление с полицейских реформ для борьбы с многочисленными городскими разбойниками, представителей низших сословий было велено не впускать в трактиры и герберги. К этому моменту Петербург сыскал дурную славу самого мошеннического города, в котором процветало казнокрадство и проворачивались разного рода чиновничьи разводки. В случае особых вспышек преступности, полиция привлекала гарнизонных солдат. Домовладельцы были обязаны осуществлять ночные патрули и немедленно извещать о преступлениях. Екатерина волновалась об имидже города и требовала усиленно охранять порядок у местоприбываний высшей власти. Запрещалось появляться на улице в пьяном виде, во время праздников дюжины пьяных горожан попадали в полицейские участки. Самыми злачными местами становились трактиры с азартными играми. По меркам городов конца XVIII века, уровень преступности не был столь высоким. Уровень убийств, по крайне мере по официальным данным был низким, однако уровень воровства был крайне высок из-за сильного социального расслоения. Воры целились на богатых жителей города, которым приходилось нанимать охранные бригады. Воры внедрялись в группы рабочих, подновлявших помещения знатных домов и в частности зимнего дворца, чтобы воровать оттуда ценные предметы. Народные бунты были крайне редким явлением, так как в городе стремились изгнать из города или сослать на каторгу безработных холопов, или не имевших при себе рабочего паспорта от «хозяина».

### Ранний XIX век
Хотя Отечественная война 1812 года ослабила бандитский накал в городе, ряды разбойников начали пополнять бывшие партизанские крестьянские отряды, их целью становились зажиточные горожане. Тем не менее данный период выделялся относительной спокойностью. Об организованной преступности мало что известно, так как вплоть до второй половины XIX века городом не велась статистика.
Новый расцвет преступности пришёлся на середину XIX века вместе с реформами Александра II. В середине XIX века движущей силой для преступности было глубокое социальное и сословное расслоение городского сообщества. Основную категорию преступников составляли живущие впроголодь и недавно потерявшие связь с деревней крестьяне. Тем не менее в общей доле преступников было и много обедневших дворян, особенно детей низших чиновников, ремесленников, цеховых, мещан и личных дворян — в большинстве своём людей, ведших постоянную борьбу с нуждой. По состоянию на 1860-е года 9 из 10 преступлений совершались бывшими крестьянами, но даже эти данные не точны, так как не учитывают тогда повсеместно распространённую практику самосудов со стороны помещиков.
Многие преступления представляли собой кражи имущества мелкой и средней степени, часто это был единственный способ для бездомных на пропитание. В уголовном кодексе для подобного рода преступлений использовалось определение «по крайности» и могло (но не всегда) послужить смягчающим обстоятельством в приговоре. В городе присутствовали преступные группировки, занимающиеся организованными грабежами и убийствами. В целом подавляющее большинство преступлений представляли собой мошенничество и кражи, зверские преступления оставались редкостью и становились сенсациями. Самыми преступными и злачными местами в Петербурге были Вяземская лавра, Малинник, Лиговка, Глазов кабак, трактир «Ерши» и другие. В этот же период был задокументирован так называемый питерский воровской лексикон — «арго», чей сленг в будущем станет частью русского языка, среди таких слов например есть «бабки», «клёвый», «лады», «тырить», «жулик», «звонить» итд.

### XIX — начало XX века
На фоне последствий от отмены крепостного права и индустриализации Петербурга, в город устремилось множество бывших крестьян работать на фабрики и заводы, тогда город столкнулся с масштабным приростом преступности. Этот рост превышал темп роста населения. Между 1857 и 1877 годами по статье убийства стало привлекаться почти вдвое больше человек, за кражи — в 8 раз, за поджоги — в 10. В этот период большинство населения Петербурга состояло из прибывающих в нищете бывших крестьян. При этом уровень преступности среди выходцев из села был гораздо выше, чему у жителей деревень при соразмерном уровне бедности. Писатель и публицист Осипович Михневич данное явление объяснял общим падением нравственности бывших крестьян, привыкших к строгим правилам деревенской жизни, попав в город они вкушали свободу и блага цивилизации, но вместе с этим — оказывались оторванными от своей общины и зачастую вынужденными выживать впроголодь. В итоге это толкало многих бывших крестьян на крайние и отчаянные поступки.
Также Осипович выделял другою категорию преступников — представителей зажиточного класса, не привыкших к труду и ради денежной выгоды готовых «идти на безнравственное и преступное дело, при первом соблазне легкой добычи». Публицист указывал и на несправедливую по его мнению судебную систему, которая снисходительнее относилась к представителям высшего сословия: было обычным явлением, когда дворянин или купец, уличённый в краже огромного денежного состояния получал более мягкий приговор, чем бедняк, уличённый в краже нескольких монет.

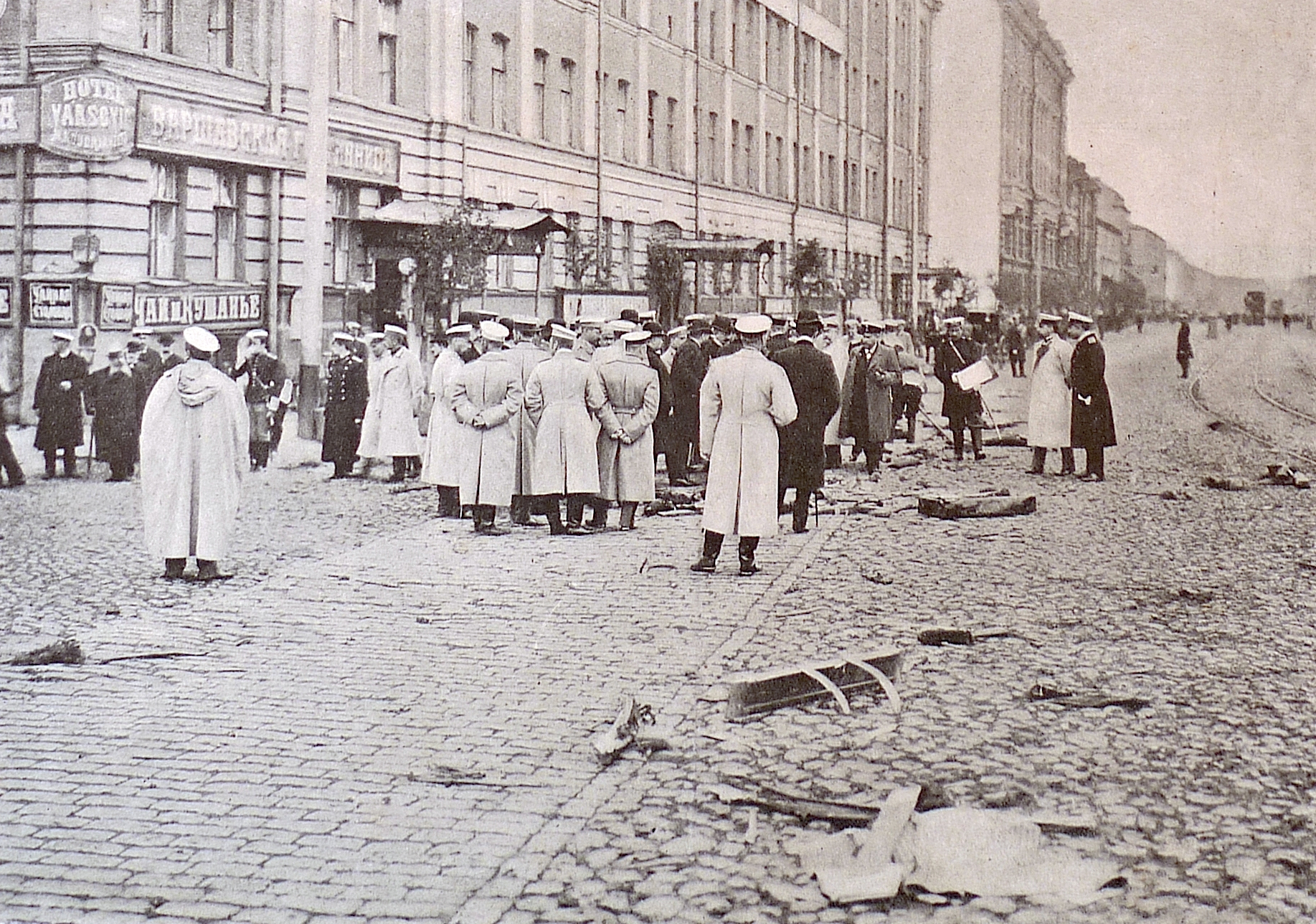
Следственная комиссия на месте убийства В. К. Плеве, 1904 год

В дореволюционном Петербурге царило строгое сословное разделение, даже среди низших сословий. Все мелкие учреждения, предприятия, магазины, мастерские управлялись землячествами, куда не брали чужих людей. Выпадение из круга означало невозможность попасть на новую работу с зарплатой, обеспечивающей прожиточный минимум, а значит — мгновенное падение на социальное дно. Так как земляки как правило знали в лицо провинившихся, последние не могли вернуться в родные деревни и пополняли прослойку общественного дна, становясь бродягами или хулиганами.

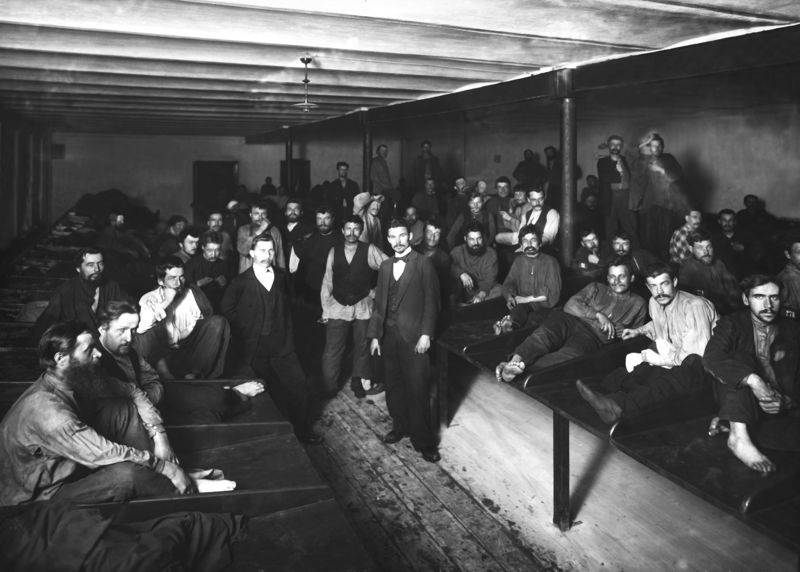
Ночлежки для бездомных, 1913 год. Дореволюционный Петербург был наводнён бездомными, которые ухудшали криминогенную обстановку

Петербург на рубеже XIX и XX веков оказался наводнён бродягами, некоторые из которых промышляли милостыней. Бродяги-попрошайки формировали свои кланы, иерархию и делили места для милостыни, высшие в иерархии могли выпрашивать деньги у церквей по воскресениям. В городе действовало множество лжебродяг, для которых попрошайничество было способом заработка и они строго распределяли между собой районы. Они вели охоту на настоящих бродяг, осмелившихся заняться милостыней на «неправильных» местах, избивали их и сдавали полиции. Многие из лжебродяг платили взятки полицейским. Бродяги жили как правило на местах свалок — на горячем поле и на смоленском поле, жители прилегающих территорий особенно рисковали нарваться на разбойников. Представители дна получали разные прозвища, например бывшие каторжники назывались «жиганами», мошенники — «мазуриками». Массовое пьянство также было серьёзной проблемой в городе и способствовало росту преступности.
Работники цехов и «выпавшие из круга» также могли становится хулиганами и сбиваться в преступные группировки, занимаясь зачастую безмотивными преступлениями. Каждая шайка контролировала определённый район в Петербурге и носила отличительные предметы гардеробы (например шарфы определённого цвета) и соблюдала определённые правила при курении папирос, чтобы отличать своих и чужих. Хулиганы жили чаще всего в районах новостроек (где трущобы заменялись доходными домами). Расцвет хулиганских шаек пришёлся на 1910 год, местом для основных сходок была выбрана территория Народного Дома, после чело последовала массовая облава и высылка преступников.

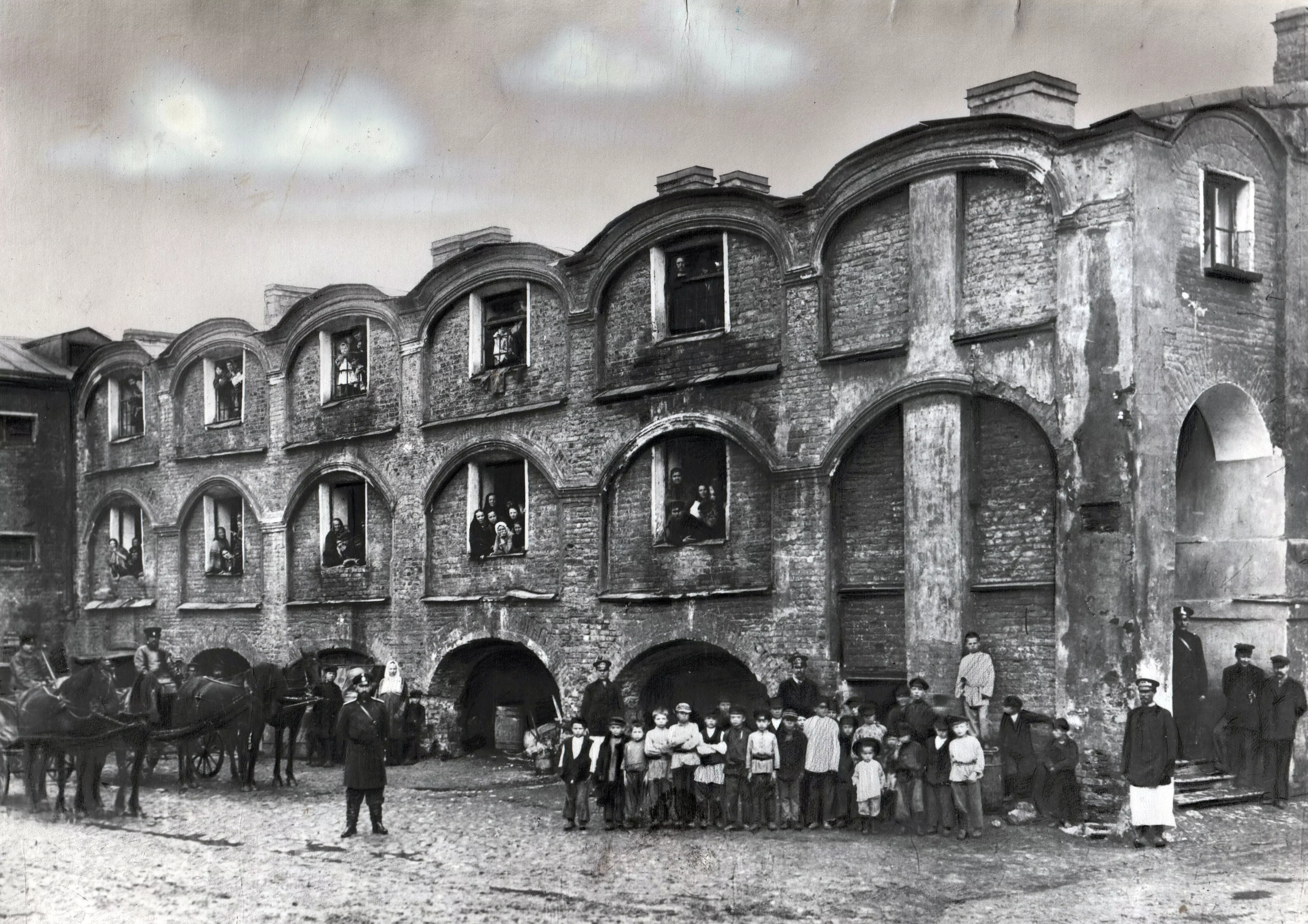
Вяземская лавра была одной из самых криминальных точек в дореволюционном Петербурге

В это же время в городе начало процветать воровское сообщество со своей иерархией, в самом верху были так называемые карманники-марвихеры, притворявшиеся аристократами и занимавшиеся кражами бумажников у солидных господ. Также выделялись профессиональные карточные шулеры, чаще всего выходцы их высших сословий. Существовало множество других воровских каст, например «конокрады», занимающиеся хищением и перепродажей лошадей, «городушники» — гастролирующие по городам магазинные воры или «клюквенники» — ворующие в церквях. Свою неформальную корпорацию сформировали «шнифера» — профессиональные воры, промышлявшие массовыми ограблениями, например ювелирных магазинов. Почти все украденные вещи для перепродажи попадали на рынок в Холмушах на Лиговке. Самой знаменитой воровкой и аферисткой дореволюционного Петербурга стала Сонька — Золотая Ручка. В целом статистику преступности пополняли мужчины, а женщины привлекались чаще, как пособницы преступников, часто такие преступницы заманивали ухаживаниями жертв к разбойникам. Самые успешные воровки становились городскими знаменитостями. Многочисленные банды карманников орудовали на улицах Петербурга и их самые знаменитые руководители становились видными криминальными авторитетами. Знаменитые воры и карманники становились предметом воздыхания у девушек, а их семья могли обеспечивать прикрытие и кров, такие тайные покровители назывались в уголовном обществе «блатокаями» и высоко ценились. Среди воровского сообщества соблюдалось вне гласное табу на ненужное насилие и убийства, хотя исключения и встречались, воровские кодексы и иерархия будут проноситься и среди следующих поколений воров, положив начало российскому феномену «вора в законе». По неподтверждённой информации в городе до революции существовали подпольные воровские академии с преподавателями — мархиверами.
Недовольные социальным неравенством или оказывавшиеся на социальном дне неимущие в отчаяние радикализировались и начинали выступать за свержение власти или радикальные реформы имеющейся системы, они примыкали к группировкам, устраивающим террористические акты против власть имущих, апофеозом этого стало убийство императора Александра II Первомартовцами в 1881 году. После этого власти устроили массовую расправу не только над причастными к теракту, но и над многими невиновными людьми, придерживающихся социалистических идей, что вызвало негативную общественную реакцию, однако такие меры помогли на какое то время остановить волну терроризма. Носители революционных идей, большевики и другие подпольные партии сами часто сотрудничали с бандитами и финансировали себя за счёт грабежа богатых горожан, а также общаясь с уголовниками в тюрьмах, куда тоже часто попадали.
Самые неблагополучные районы были как правило окраины города, например в тот момент это были Лиговские бульвары, заслужившие среди населения дурную славу, как пристанище для шпаны, хулиганов и других маргинальных слоёв населения. В конце XIX века в помещениях гостиницы Октябрьская было решено организовать так называемое «Государственное Общество Презрения», куда свозили беспризорных детей, уличённых в кражах и хулиганстве. Жители ГОПа приобрели дурную славу в слово «гопник» в будущем станет синонимом хулигана.
За несколько лет до переноса столицы в Москву, в Петербурге вследствие введения сухого закона начала распространяться наркомания. Люди, потерявшие доступ к алкоголю начали употреблять морфий и кокаин, доступный в аптеках. Когда продажа этих веществ была запрещена, их стали сбывать на чёрном рынке и стали формироваться банды, занимавшиеся продажей наркотиков.

### Петроград
После революции вместе с развалом имевшейся правоохранительной системы Петроград столкнулся с чрезвычайным ростом преступности. Восставшие занимались погромом полицейских участков, вели охоту на полицейских, сыскную полицию и жандармов, архивы с данными преступников были уничтожены. Вновь созданная милиция была неэффективной. После февральской революции в условиях хаоса велась свободная раздача населению оружия, и в Петрограде сильно выросло уголовное население. Множество преступников вышло на свободу в рамках амнистии, из тюрем было выпущено 20 000 человек. Город после этого столкнулся с массовой волной грабежей и разбоя. На рост преступности также влияли солдаты-дезертиры, чьё количество к середине 1917 года достигло 60 000 человек. 1917 год сопровождался массовой амнистией ввиду того, что бандиты и преступники воспринимались новой властью как «социально близкий» класс в борьбе с буржуазией и контрреволюционерами. Сами участники революции состояли в том числе и из бывших уголовников, решивших пойти на службу новой власти, однако другая часть уголовников продолжила заниматься и при новой власти своими привычными делами. Лишённые состояния и власти, многие представители дореволюционного силового аппарата сами становились преступниками — «бывшими», от остальных уголовников их отличала образованность и более масштабные, организованные уголовные преступления. Считается что именно «бывшие» заложили основу современной российской организованной преступности.

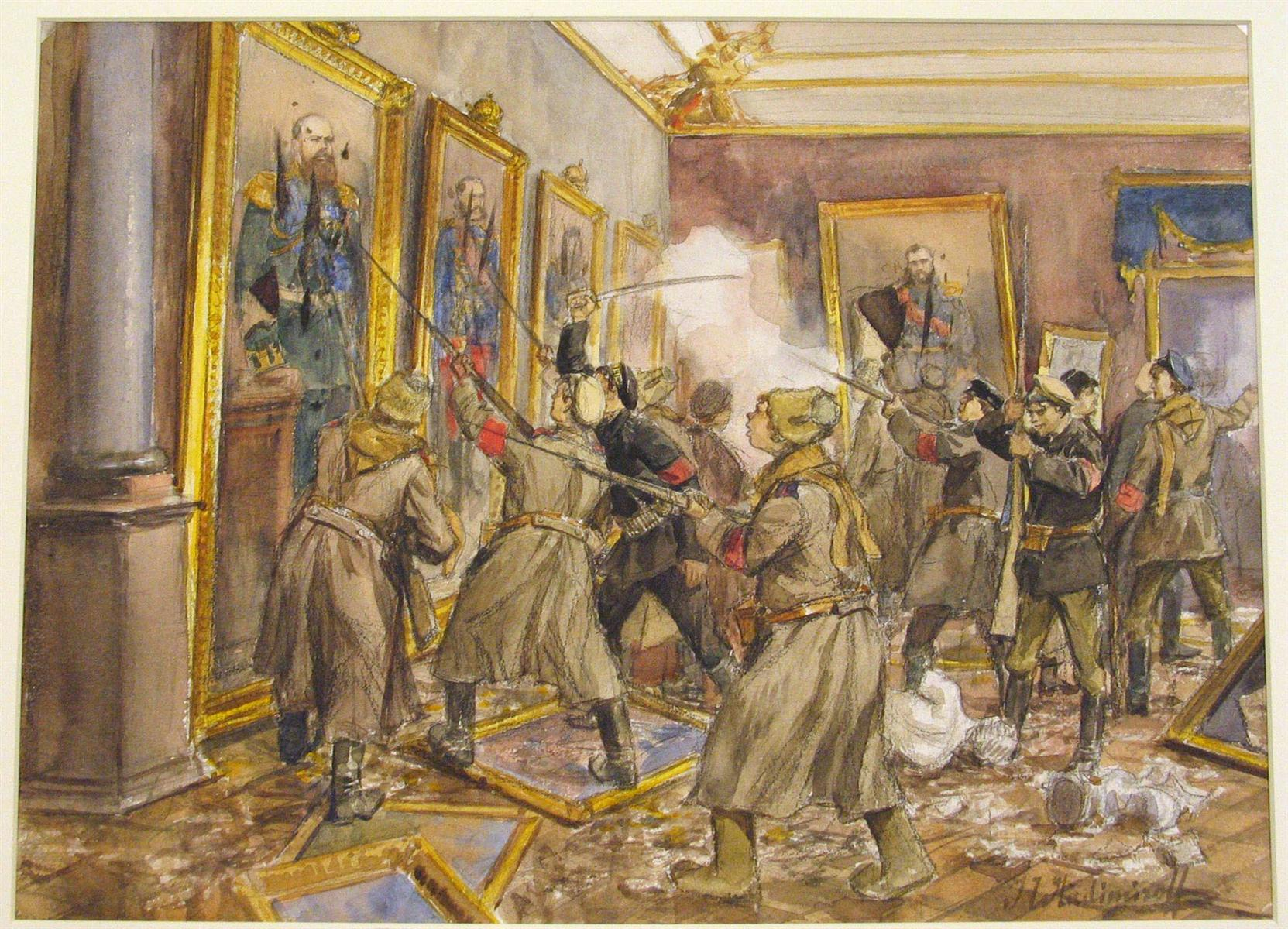
Разграбление Зимнего дворца

После свержения временного правительства росла массовая безработица, а вместе с тем и количество уголовников. Молодёжь формировала хулиганские шайки, в Петрограде возникали «слободы» — заселёнными дезертирами и разбойниками, в основном в гавани на Васильевском острове, на Лиговском проспекте, в Песках, Полюстрово, на острове Голодай. На рост преступности влияла и государственная идеология, насаждавшая классовую ненависть и поощрявшая разграбление представителей «враждебных» классов, в итоге многие бандиты в большевистских лозунгах видели оправдание для насилия и беззакония. Многие бандиты объявляли себя анархистами, оправдывая этим свою деятельность. Вспышка преступности и погромов угасла в 1918 году, однако в свете понижения уровня жизни и военных условий оставалась крайне высокой. Уличные грабежи посреди дня были обычным явлением, по наступлении темноты большая часть горожан боялась выходить на улицы. В Петрограде действовали банды квартировзломщиков, которые устраивали резню целых семей. Налётчики предпочитали нападать на магазины и склады. Серьёзной проблемой оставалась бытовая преступность, получившее множество оружия в руки население часто погибало в перестрелках при бытовых ссорах.

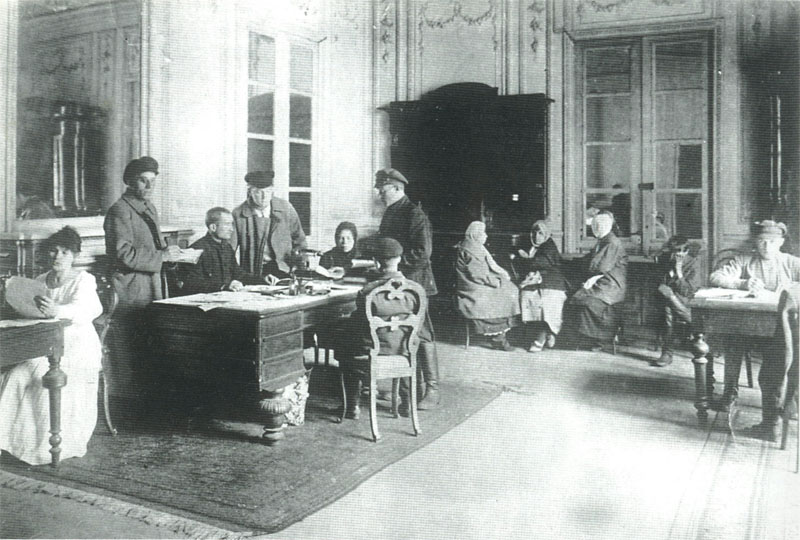
Отдел карманных краж, 1920 год

Новое советское руководство предпринимало попытку реорганизации правоохранительных органов. В октябре 1917 года была сформирована рабочая милиция, вводилась милицейская повинность, когда батальоны дружинников должны были формировать часть рабочих фабрик и дежурить в близлежащем районе. В 1918 году началась усиленная борьба с преступниками, погромщики и грабители подлежали немедленному расстрелу. Это не возымело нужного эффекта и в городе устраивались перестрелки между милицией и преступниками. В условиях неэффективной работы милиции, жители зачастую устраивали самосуды над бандитами. Ни преступники, ни полиция не решались успокаивать разгневанную и жаждущую крови толпу. К 1919 году вместе с постепенным налаживанием работы правоохранительной системы практика самосудов также прекратилась. В Петрограде формировались отряды гвардейцев охраны, состоявшие из добровольцев от 18 до 40 лет. В 1918 году была сформирована Комендатура революционной охраны, которая помимо общественного порядка следила за соблюдением жителями порядка и чистоты у своих домов. В августе 1918 года были сформированы основные принципы организации правоохранительных структур. Проводилась унификация милицейских органов. Работа милиции была неудовлетворительной в свете нехватки продовольствия во время гражданской войны и некомпетенции кадров. Проводилась унификация милицейских органов, половина штата была призвана в армию в связи с наступлением белогвардейцев на Петроград.
1920-е года несмотря на проводимую политику НЭПа и возникновение нового разбогатевшего класса, преступность в Петрограде на фоне общего обнищания населения и большого количества безработных, была чрезвычайно высокой, положение населения усугублялось и после окончания гражданской войны, в период с 1920 по 1922 год количество зарегистрированных убийств утроилось. Одной из движущих сил преступности стали беспризорные дети и подростки, потерявшие родителей в результате интервенции и гражданской войны, они добывали себе средства на жизнь через мелкие кражи. Петроград терроризировали такие легендарные банды, как попрыгунчики или группировка Ивана Белова.

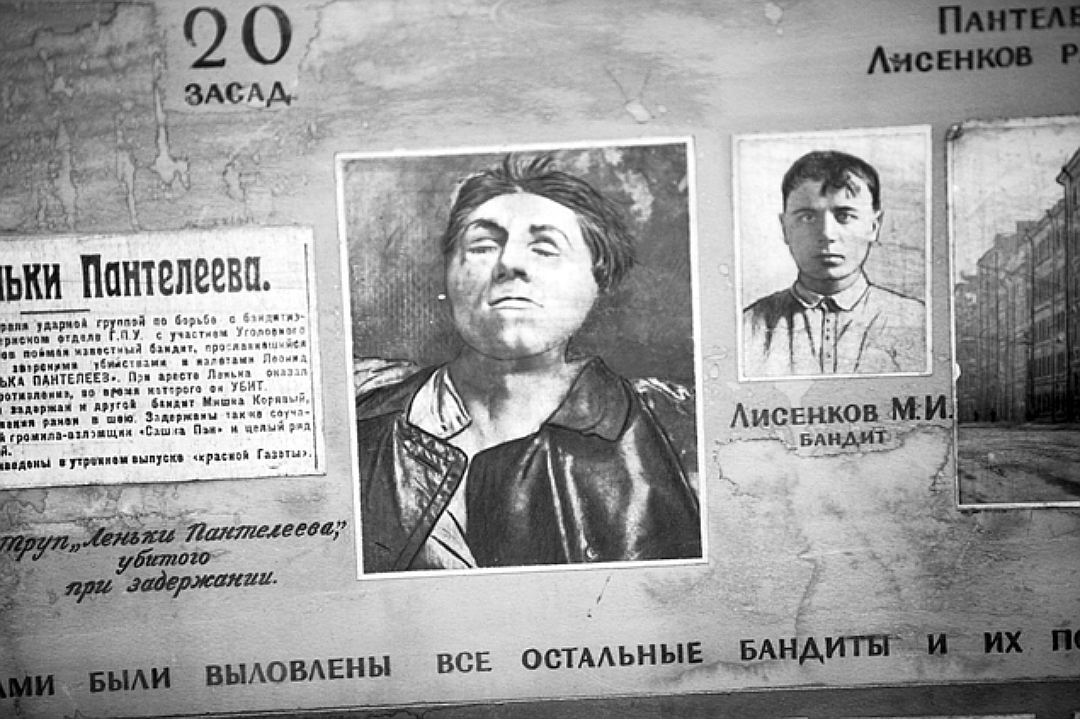
Извещение о смерти Леньки Пантелеева и других бандитов, 1923 год

Развитие свободной торговли в период НЭПа привлёк в город множество уголовников, стремящихся сбыть на рынках награбленное, многие из них были рецидивистами, выпущенными в рамках амнистии по случаю 4-й и 5-й годовщин советской власти. Освобождённые преступники возвращались к незаконной деятельности, также на высокий уровень преступности влияло обилие оружия у населения после гражданской войны и революции. В этот период времени молодая советская власть только налаживала работу советской милиции и после первых ударных рейдов в Москве, уголовники от туда массово сбегали в Петроград. К концу 1910-х годов в городе царила уголовная анархия, преступления совершались посреди дня, а жители города устраивали самосуды над бандитами. К началу 1920-х годов бандиты начали объединяться в преступные группировки, совершавшие налёты на жилые квартиры, практикующих врачей, владельцев магазинов. Самым знаменитым бандитом стал Леонид Пантелеев. Его преступления были многочисленными и особенно жестокими, на столько, что весь город боялся его банды, а когда Пантелеев был убит, его труп был выставлен на всеобщее обозрение. В 1920-е годы на фоне общей безнаказанности бандиты после совершения преступлений оставляли собственные подписи на местах преступлений. В городе продолжало существовать сообщество воров и карманников ещё со времён российской империи.
В Петрограде процветало фальшивомонетничество, подрывающее городскую экономику, преступники организовали целую подпольную фабрику по печатанию купюр. Из-за быстрой инфляции население стремилось избавляться от денег, приобретая драгоценности. На этой почве сформировались «фармазоны» — бандитские группировки, продававшие поддельные бриллианты. Другая распространённая форма мошенничества — продажа товаров по подложным документам. Преступники занимались активным денежным вымогательством у владельцев предприятий, магазинов, гостиниц и богатых граждан. Данные уголовники прикрывались идеологическими мотивами якобы борьбы с буржуазией. Если жертва отказывалась оплачивать «за крышу» то бандиты устраивали взрывы или поджоги контор, магазинов или складов.
Несмотря на вышеописанное, тогда новая столица Москва страдала от большей преступности, а Петроград уступил Москве место города с самым развитым бандитизмом, чей статус удерживала до революции. Тогда существовавшая милиция довольно снисходительно относилась к организованной преступности, считая что жертвами преступников становятся люди, извлекающие выгоду неприемлемыми для коммунистической идеологии методами.

### Ленинград
1930-е годы сопровождались усилением государственного контроля и стремлением установить повсеместный порядок и контроль в городе, тем не менее преступность оставалась проблемой для Ленинграда, в городе жили бродяги и существовала подпольная проституция. Несмотря на стремление государства создать через пропаганду образ порядочного общества, уровень преступности был столь же высоким, что и в период НЭПа, хотя и характер преступлений поменялся со стороны организованного в бытовой. В 1936 году например было совершенно всего два вооружённых ограбления, что было рекордно низким показателем для города. Особенно острой в тот момент стала проблема с уличными хулиганами, объединяющимися в шайки и чинившими разбойные нападения и сексуальные изнасилования, больше всего их было на Лиговке, на улицах Шкапина и Обводного канала.

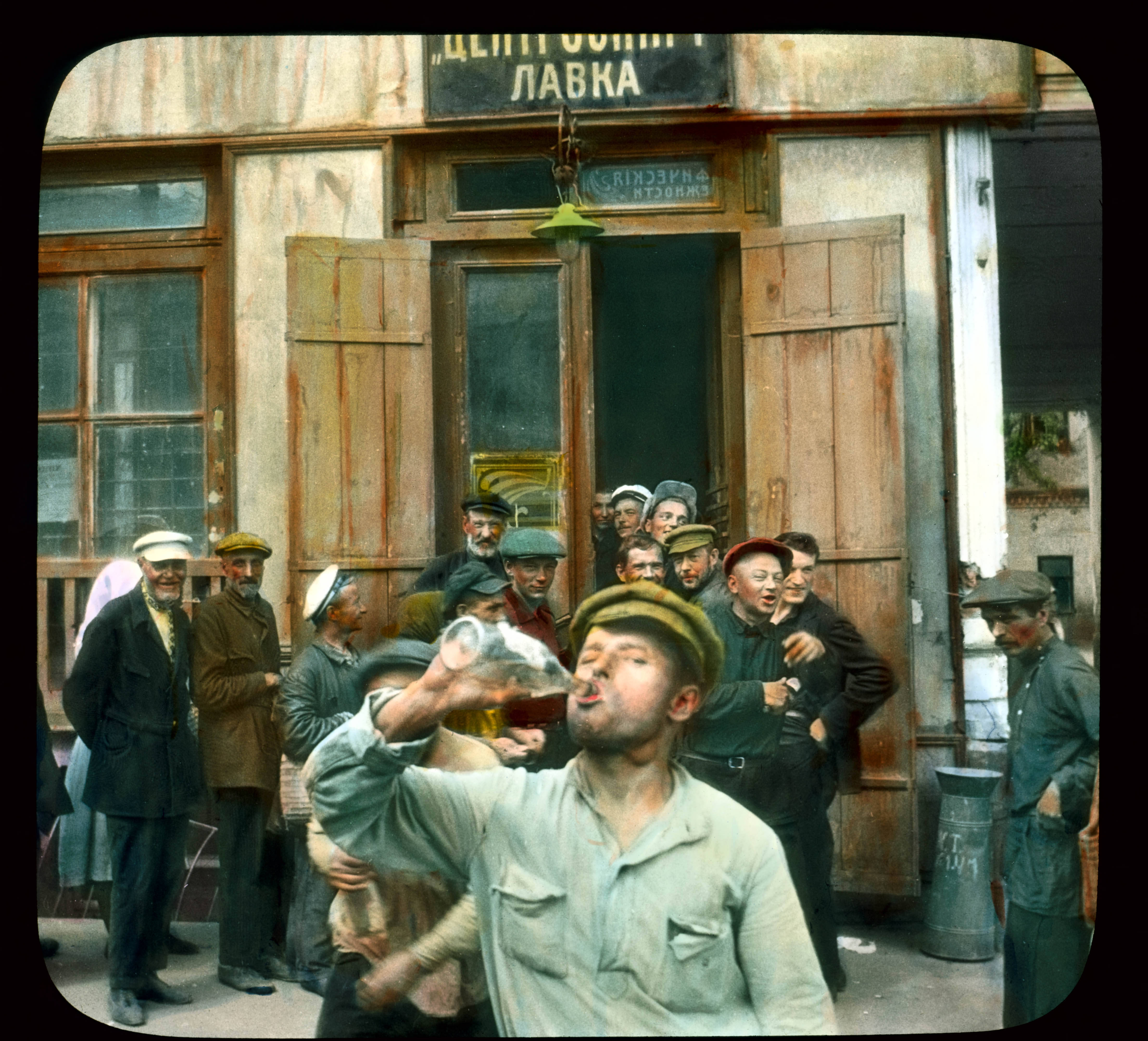
Разгул у пивной лавки, 1931 год, Невский проспект

При этом население города, сопротивляющееся советской пропаганде было склонно романтизировать преступную культуру, связанную с ностальгией по дореволюционному Петербургу, формируя субкультуру городского романса с криминальным оттенком. Людей к преступности толкало общее обнищание населения, голод и дефицит товаров. Принятый в 1936 году запрет абортов привёл к всплеску детоубийств. Преступность соседствовала с государственной цензурой на эту тему. Советское руководство отрицало связь преступности с нищетой и перекладывало вину на «негативное влияние Запада и пережитки капиталистического мира в сознании советских людей». Особый всплеск уголовных преступлений пришёлся на период финской войны, когда в город переехало множество бандитов из других регионов. В это время бандиты массово грабили, убивали ленинградцев, насиловали женщин, отрезали прохожим уши и носы. Ситуация оказалась настолько бесконтрольной, что 1940 году в городе было введено военное положение и организованы военно-полевые суды или дежурные камеры народных судов, они работали сутками, выносили жестокие приговоры без предварительного расследования от тюремного заключения до казни. В день расстреливалось по 10 — 15 человек. Это возымело эффект и к началу 1941 года органам власти удалось установить образцовый порядок, о котором будут вспоминать десятилетиями, тем не менее жертвами правопорядка стало множество невиновных рабочих. Тем не менее основную функцию насилия перенял ставшим уже тогда тоталитарный режим.
В первые месяцы войны уровень преступности значительно упал, даже несмотря на то, что в условиях военного времени милиция не была в состоянии столь же эффективно выполнять свои обязанности. Однако вместе с образованием блокадного кольца, наступление массового голода побудило раннее не судимых граждан на многочисленные преступления и кражи для добычи пропитания. Вместе с последовавшим массовым голодом, истощённые голодом милиционеры не были в состоянии выполнять свои обязанности, город погрузился в анархию, развязав руки всякого рода разбойникам, состоящим из дезертиров, профессиональных уголовников и бежавших тюремщиков. В городе орудовали мародёры, обворовавшие умерших или обессиленных ленинградцев и карманники, ворующие продовольственные талоны. В 1942 году на заменам истощённых милиционеров были отправлены работники НКВД из других регионов. Для восстановления порядка они устраивали жёсткие и не подлежащие обжалованию трибуналы.
Во время блокады Ленинграда, банда под названием «Зиг-Заг» организовала в городе подпольную типографию, где массово штамповали фальшивые талоны, а затем «опустошали» прилавки магазинов, провоцируя ещё больший голод среди населения. Затем они перепродавали еду по завышенной цене. В сговор с бандитами вступали некоторые продавцы и рабочие на складах, получавшие свою долю в виде средств или продуктов. Бандиты, уверившие в победу Гитлера решили начать пособничать с немцами и начали распространять агитационные листовки с призывами сдаться немцам. Банду в 1942 году раскрыли, тогда было посчитано, что «Зиг-Заг» украла примерно 17 тонн разнообразных продуктов. Ленинградская ОБХСС вела ужесточённую борьбу с фальшивокарточниками на протяжении всей блокады и за всё время по официальным данным ими было изъято более 700 тонн продуктов.

### После войны
Десятилетие после окончания войны стало самым криминальным за всю Сталинскую эпоху. Общество, оправляющее от последствий войны столкнулось со взрывной волной преступности, за которой последовали жёсткие кампании властей по ликвидации бандитов. На рост преступности влиял также резкий рост численности городского населения в период с 1945 по 1947-е года. Только за один год после войны количество зарегистрированных убийств с целью ограбления выросло на 41 %. Подавляющее число преступлений совершалось с целью получения средств к существованию, почти все жертвы и бандиты были выходцами из бедных слоёв населения. Типичный преступник того периода — молодой человек в возрасте от 12 до 25 лет, низкооплачиваемый рабочий или маргинал без связей. Значительную долю преступников составляли бывшие военные, не сумевшие перестроиться к условиям мирного существования. К уголовной ответственности привлекались и многие члены ВКП(б)-КПСС, а точнее рабочие и служащие, получавшие слишком малую для жизни заработную плату.
Борьба с преступностью велась с помощью жестоких карательных мер, чистки среди разбойников проводились зачастую внесудебными органами НКВД-МВД. Режим объявил преступников одними из главных врагов социалистического режима, полагая что их безоговорочное уничтожение покончит с преступностью в обществе, из-за этого при всей жестокости карательной системы она в первые послевоенные годы оставалась малоэффективной, часто её жертвами становились невиновные но причисленные к «подозрительным группам» люди
. В этот период рост уголовных преступлений пришёлся на все слои общества, в том числе и партийных чиновников.
Несмотря на жестокую борьбу с преступностью, криминогенная обстановка оставалась сложной из-за обилия оружия у гражданского населения после войны, отсутствия жилья у многих граждан, детей-беспризорников, потерявших в войне родителей и постоянного дефицита продуктов. Криминальная хроника до начала 30-х годов и конца 1950-х годов в целом плохо изучена из-за нехватки данных, так как советский режим укрывал данные и препятствовал изучению этой темы. Имеющиеся данные по криминалистике предположительно сильно занижены. Криминальные хроники тех времён фрагментарны и лишь подчеркивают положительные сдвиги в борьбе с бандитизмом.
К началу 1950-х годов уровень преступности удалось значительно снизить, жёсткие карательные меры со временем стали показывать свою большею эффективность. На снижение преступности повлиял общий рост благополучия населения, снижение безработицы и вычищение города от лиц, «утративших свои социальные связи».
Тем не менее это время совпало с ростом «экономической преступности» или росту так называемой чёрного рынка, в которую оказалось втянуто не только большая часть населения Лениниграда, но и многие партийные чиновники и ответственные лица, сбывавшие на чёрном рынке дефицитные товары по завышенной цене. Коррупция начала наносить сильный удар целым отраслям народного хозяйства. Режим пытался вести борьбу с коррупционерами и фарцофщиками, но без успеха ввиду мгновенной реорганизации и восстановления теневых структур. К концу 1940-х годов ленинградские артели и торги районного уровня превратились в коррумпированные системы с круговой порукой, в которой были задействованы все работники, не желавшие участвовать в коррупционной схеме изгонялись. Коррумпированные руководители получали защиту «сверху». Борьба и расследование подобных коррупционных организаций приобретала масштабы крупных политических кампаний, характерным примером послужило так называемое «Ленинградское дело», тем не менее истинными мотивами в этом деле стало соперничество в высшем руководстве СССР.
Смерть Сталина в 1953 привела к кратковременному но сильному всплеску преступности в результате временного политического кризиса, вызванного реформами и массовыми амнистиями, в результате которых на свободу вышло и множество уголовников. Уровень преступности начал снова понижаться с середины 1950-х годов.

### Вторая половина XX века
Несмотря на то, что в сталинскую эпоху возрастающая коррупция служила поводом для народного волнения и политических скандалов, она была относительно низкой в сравнение с коррупцией в 60-е и 70-е годы, сформировавшей в городе свою разветвлённую теневую экономику, в которую были вовлечены легальные структуры народного хозяйства.
1960-е годы сопровождались эпохой оттепели, ростом благосостояния населения и вместе с этим — и снижением преступности. Тем не менее начиная с 1970-х годов, в результате застоя постепенно начинала расти общественная депрессия, уровень алкоголизма среди населения, отсутствие перспективности и невозможность продвинуться по социальной лестнице маргинализировало молодежь, которая начинала объединяться в самые разнообразные группировки, в том числе бандитские и антисоветские. При этом власть предпочитала не вмешиваться в молодёжные организации в страхе подогреть антисоветские настроения.
В период с 1961 по 1991 год росло количество зарегистрированных преступлений, за 30 лет их общее количество возросло на 24,8 %. Только в 1990 году было зарегистрировано почти 44 тысячи уголовных преступлений и выявлены почти 12 тысяч причастных к ним людям. Тем не менее значительная доля их них составляли люди, занимающиеся спекуляцией или торговлей с рук. Заметное ухудшение криминогенной обстановки ощущалось к концу 1980-х годов, когда статистики по тяжким преступлениям, вроде убийства резко ухудшались по месяцам, а не годам. В данный период также резко участились кражи квартир, угоны машин и разбойных нападений, при этом с конца 1980-х стали практиковаться не свойственные для предшествующих периодов преступления, например похищение людей, захват заложников, вооружённые нападения на госбанки и кооперативы, изготовление поддельной валюты итд. Бандиты начали организовывать подпольные казино и публичные дома. Рост преступности сопровождался низкой раскрываемостью преступлений со стороны милиции.
Уже в 1970-е годы в Ленинграде начали орудовать банды воров, занимавшиеся рэкетами квартир, воры также начали охотиться на бандитов или «спортсменов»; если воры предпочитали действовать аккуратно и шантажировать своих жертв, то бандиты устраивали кровавые налёты, что не устраивало воровские банды. Самого знаменитого рекетира — Владимир Феоктистова прозвут «дедушкой русского рэкета». В середине 1980-х годов город уже накатила волна рэкетиров, это время совпало с началом перестройки и кооперативным движением. Рэкетиры свой целью избрали новый разбогатевший класс граждан. Бандитами и ворами становились ветераны афганской войны или «афганцы». Уже в момент перестройки в городе начали формироваться организованные группировки, самой влиятельно из которых была Великолукская ОПГ. Несмотря на рост преступности, его уровень был несравним с тем, что происходило в 1990-е годы после развала СССР.

### 90-е годы
После развала СССР преступность в городе значительно выросла, если в 1988 году было учтено 898 преступлений на 100.000 человек, то в 1995 году этот показатель уже составлял 2110. Политический кризис и развал института власти привёл к всплеску преступности. Ряды преступников пополняли ветераны афганской войны, многочисленные кадровые военные, потерявшие работу после развала СССР. Бандиты массово промышляли разбоями квартир и угонами машин. Мафиозные группировки активно враждовали между собой, деля чёрный рынок и устраивая уличные перестрелки с целью ликвидации главарей банд. Так, по данным ГУВД за 10 месяцев в 1995 году в Петербурге было выявлено более 500 преступлений с применением огнестрельного оружия.

Тамбовцы, задержанные у больницы имени Костюшко

К 1993 году влияние бандитских группировок было столь сильно в городе, что речь уже зашла о существовании параллельного государства, а банды обеспечивали «крышу» большинству тогда существующих коммерческих структур. Тем не менее устраивающие постоянные стычки бандиты втягивали в них крышёванных бизнесменов, что сильно мешало развитию бизнеса в городе. Крыша как правило стоила от 50 % до 70 % от прибыли фирмы, «войны за крыши» были частой причиной кровавых стачек бандитов, в которых погибали и сами фирмы с их владельцами. Одновременна крыша обеспечивала фирме защиту и без неё не было возможно в принципе вести дело в городе. Фирмы могли заказывать услуги у давших крышу бандитов для нечестной конкурентной борьбы с другими фирмами, таким образом городской бизнес также оказывался втянут в городскую преступность. Синтез организованной преступности и бизнеса сохранится и в следующие десятилетия. Органы власти не были способны обеспечить вменяемую защиту предпринимателям и многие её коррумпированные сотрудники сами зачастую сотрудничали с бандитами, сами бывшие и действующие сотрудники милиции могли прямо учувствовать в бандитской деятельности и входить в группировки, только в 1992 году к ответственности было привлечено 120 милиционеров-бандитов. На преступность и коррупцию органов власти толкали и продолжают толкать низкие зарплаты. С середины 1990-х крыши стали обеспечивать охранные структуры, учреждённые бывшими охранниками спецслужб — милиции или КГБ. Правоохранительные органы сами были склонны создавать предоставляющие крышу охранные структуры и играть по бандитским правилам, из-за этого Петербург в шутку называли «ментовским городом», к 1998 году 70 % крыш предоставляли смешанные бандито-метовские группировки или «полосатые» (чёрные — бандиты, красные — милиционеры), так как «менты» и бандиты эффективнее всего распределяли свои обязанности. Распространение в Петербурге красных и полосатых крыш положило начало такому явлению, как «ментовским разборкам», действующим в интересах их работодателей — бизнесменов, расцвет их пришёлся на 1996-е — 1998-е года.
В Петербурге в начале 1990-х годов доминирующими группировками стали бандиты, в то время, как в Москве «правили» воры в законе, по этой же причине Петербург был прозван бандитской столицей. Самой влиятельной группировкой была тамбовская опг, контролировавшая контрабанду цветных металлов в Европу. Один из его лидеров — «Миша Миллионер», имел собственный офис на Адмиралтейской набережной и был одним из богатейших людей в городе. Тамбовцы утвердили своё господство в бандитском сообществе, совершая наезды не только на другие группировки, но и на легальные структуры — представителей различных товариществ и кооперативов. Самым грозным конкурентом тамбовцев стала так называемая «империя» или Малышевская ОПГ, чьё влияние распространялось не только на весь Северо-Западный регион России, но и за границей. В эту империю также входили главенствующие ОПГ из многих республик и других городов России. Общее число боевиков империи исчислялось двумя тысячами человек, при этом группировки постоянно конфликтовали и устраивали кровавые стрелки. Империя также занималась теневым бизнесом и контролировала наркоторговлю. Тем не менее империя утеряла своё влияние к середине 1990-х годов. В городе свою власть всё больше утверждали чеченские бандитские группировки или «чехи», выделявшиеся своей обособленностью и строгой иерархией, они не были столь многочисленны, как в Москве и не ставили целью захват власти в российских городах, для них тогда это был самый эффективный способ добычи денежных средств для находящейся в нищете и угнетении родине. Чеченцы старались действовать аккуратно и избегали ненужного насилия. Конкуренцию тамбовцам и малышевцам также составляли члены казанской ОПГ, стремившейся закрепиться в Петербурге, их члены выделялись тем, что могли работать и на другие группировки. Казанцы отличались особой жестокостью, даже в сравнение с тамбовцами и например учинили массовый расстрел на Торжковском рынке в 1992 году. К 1995 году казанцы стали самой влиятельной ОПГ в Петербурге, в это время влияние тамбовцев было подорвано после массовых убийств и арестов её членов, за этом последовал внутренний раскол. Казанцы почти полностью контролировали наркорынок, превратив Петербург в одну из крупнейших перевалочных баз по сбыту наркотиков в Европу.
К середине 1990-х годов преступный мир в Петербурге процветал и уже был неразрывно связан с бизнесом и политикой, бандитские войны были связаны с массовой приватизации, во время которой было убито множество новых банкиров и бизнесменов. Хотя кровавая волна стихла к 1997 году, массовое приобретение собственности позволило группировкам многократно усилить свою власть. Фактически деятельность правоохранительных органов стала бесполезной, так как преступный мир контролировал не только бизнес, но и в значительной степени утонувшее в коррупции политическое сообщество. На этом фоне многие преступные лидеры переквалифицировались в легальных бизнесменов, выступая связующим звеном с чиновниками и бандитами. К середине 1990-е годы налаживается альянс властей с авторитетами теневого государства, многие питерские депутаты вступали в сотрудничество преступными группировками для осуществления незаконной деятельности, пойманных бандитов с 1995 года часто уличали в тайных сделках и дружбах с депутатами. С 1995 года московская госдума второго созыва заполнилась депутатами с сомнительным прошлым, часто бизнесменами, чьё выдвижение финансировалось преступными группировками из Петербурга, в частности тамбовцами. Во второй половине 90-х годов многие депутаты российских партий были связаны с преступными группировками, а значит оказывались втянуты в бандитские разборки, только в Петербурге в 1998-х и 1999-х годах было застрелено 6 членов и депутатов ЛДПР. К концу 90-х, связь бандитов с политикой была настолько очевидной, что многие официальные должностные лица не скрывали своей связи к криминальным миром, коррупция стала одним из главных доходов питерских ОПГ. Внедрение тамбовцами своих представителей в госдуму позволило им восстановить свою власть в Петербурге. Вместе с ростом политического влияния, бандитские разборки перенеслись в политическую плоскость, конец 90-х сопровождался покушениями и убийсквами политических деятелей, в Петербурге самым громким делом стало убийство государственной деятельницы Галины Старовойтовой.
В Петербурге в сравнение с другими городами было крайне мало воров в законе; если бандиты прибегали к насилию, то воры в законе выстраивали иерархию и следовали поведенческому кодексу. Несмотря на правление бандитов, в городе действовали воровские мафии, при этом значительная доля воров были выходцы из Кавказа, бандиты же наоборот состояли в основном из славян. После ослабления Малышевской ОПГ, воры в законе начали демонстративно претендовать на своё влияние в городе. Хотя ворам так и не удалось установить власть в городе, Петербург стал пристанищем для многих коронованных воров, например «Хасана» Аслана Усояна или «Таро» Тариэла Ониани. Воры в законе пытались утвердить свою власть в Петербурге и в конце 90-х пытались изгнать тамбовцев из культурной столицы. Согласно неподтверждённой теории, именно ворами в законе была развёрнута кампания по популяризации бренда «Бандитского Петербурга» для дискредитации тамбовцев. Согласно статистическим данным в Петербурге в середине 90-х годов наблюдался куда высший коэффициент преступности, вдвое превышающий показателей в Москве, однако позже такие данные объясняли лучшей раскрываемостью преступлений в городе.
Хотя органы власти неоднократно принимали попытки по массовой ликвидации бандитов, ситуация начала улучшаться только к рубежу тысячелетия. В преддверии 300-летнего юбилея города силовики провели масштабные чистки в городе, ликвидировав множество бандитов и воров. Ситуация с организованной преступностью резко улучшилась после 1998 года, когда начали исчезать бандитские крыши и уличные перестрелки, однако она объяснялась тем, что сформированное рубежом 80-х — 90-х и выжившее поколение бандитов легализовалось, став бизнесменами или политиками.

### 2000-е годы
2000-е годы сопровождались эпохой оттепели в криминальном мире, связано это было с легализацией неформальных силовых структур, многие бывшие бандиты стали олигархами, бизнесменами, депутатами, руководителями фирм или общественными деятелями, отказавшись от насилия в пользу цивилизованных способов решения проблем и конфликтов. Это период совпал с более эффективной работой госорганов, а спрос на бандитские крыши спал, бизнесмены пользовались услугами легальных охранных структур, многие из которых в прошлом были бандитскими группировками и успели приспособиться к новым реалиям. Ставшие на путь легализации ОПГ начали изгонять многочисленных членов группировок низшего звена, которая в 90-е нужна была для стрелок и разборок и стремились привлекать в своё окружение самых приближенных, образованных и наделённых властью людей, сами ОПГ начали называться бизнес-группами. Несмотря на стремление «оцивилизоваться», бывшие бандиты проигрывали в здоровой конкуренции и по своим бандитским привычкам начинали с помощью насилия навязывать свои правила игры, итогом этого стала волна убийств и покушений на бизнесменов в начале 2000-х. Тем не менее резонансные и публичные убийства стали происходить куда реже, чем 10 лет раньше. Ставшие олигархами бывшие лидеры бандитов продолжали вести между собой войну, фабрикуя друг против друга уголовные дела или отнимая заводы. С 2004 года бывшие питерские ОПГ, сумевшие переквалифицироваться в «бизнес-группы» или «ОБГ» устроили массовые рейдерские захваты объектов и предприятий. В Петербурге в это время действовали пять ОБГ, их тактика заключалась в быстром отъёме бизнеса/участка и его перепродажи, опережая длительные судебные разбирательства. К 2006 году рейдеры охотились уже на простых частников квартир и дач. После того, как жертвой рейдеров едва ли не стала одна из подруг губернатора Петербурга Валентины Матвиенко, город в 2007 году устроил массовые облавы и аресты рейдеров, тогда было объявлено о раскрытии 13 захватов предприятий тамбовской ОБГ. За два года, к 2008 году количество захватов сократилось более чем в пять раз.
Сохранившиеся ОПГ освоились в общеуголовной нише, они уже не были способны вернуть себе прежнее влияние и подвергались большему давлению со стороны силовых структур. Лишившиеся работы многочисленные бандиты низшего ранга стали формировать уличные группировки, промышлявшие разбоями и уличными кражами, они нападали на пенсионеров, воровали телефоны или дорогие иномарки, в 2003 году в Петербурге прокатилась волна грабежей в игорных заведениях. Бывшие «братки» отличались особой жестокостью в отношение своих жертв. Излюбленной целью для бандитов становился сформировавшийся в городе зажиточный класс и бизнесмены. Пик уличной преступности пришёлся на 2002-е и 2003-е годы. В 2003 в Петербурге была раскрыта деятельность ОПГ, занимающейся разбойными нападениями на инкассаторы. Уличная преступность процветала на фоне неэффективной работы милиции, не желавшей расследовать мелкие преступления из-за низкой зарплаты. По этой же причине частный бизнес предпочитал брать услуги у частных охранных предприятий, эффективно защищавших предприятия от преступников. Уже в 2003 году в городе и области работало примерно 1100 охранных предприятий. Так как охранники состояли из бывших милиционеров или бандитов, стремившихся легализоваться, то на рынке постоянно наблюдалось превышение предложения над спросом, охранники соглашались работать на низкой зарплате. В 2000-е наблюдалась тенденция к «старению» уголовного населения, доля несовершеннолетних (то есть младше 18 лет), учувствовавших в преступлениях неуклонно снижалась с каждым годом и в 2007 году составила 5,2 %.

### Наше время
2010-е годы сопровождались постоянным и общим снижением преступности, так если в 2010-м году было совершено более 16000 тяжких преступлений, то в 2016-м — уже более 5000. При этом самыми криминальными районами числятся Невский, Фрунзенский и Калининский районы, наоборот самыми безопасными являются малонаселённые и пригородные районы. 40 % преступлений в 2014 году пришлись на кражи, а 25 % — в сфере оборота наркотиков. Высокая доля преступлений имела экономический характер. Наблюдался рост мошенничеств в сфере взяточничества, страхования и компьютерных технологий. Многие из этих преступлениях совершались в условиях коррупционной деятельности властей. Коррумпированность полиции и чиновников выступает важным сдерживающим фактором в борьбе с преступностью, например по данным на 2014 год, раскрываемость угонов машин в Петербурге составила лишь 3,6 %. Также правоохранительные органы крышуют многочисленные подпольные казино, запрещённые в 2009 году.
Одновременно наблюдалась тенденция к снижению преступности, связанной с рейдерскими захватами частной и предпринимательской собственности. В городе среди чиновников и бизнесменов распространены «откаты» — формы взяток, которые в целом затормаживают реализацию проектов и мешает развитию города. Например стоимость зенит-арены в итоге составила 1,4 миллиарда долларов, что в несколько раз или в десятки раз превышало стоимость стадионов похожих размеров в других странах, другой яркий пример — аванпорт Бронка, построенный на откатах при строительстве резиденций президента Путина.
Начиная с 2010-х годов наблюдается устойчивая тенденция роста доли выходцев из средней Азии среди уличных преступников, промышляющих разбойными нападениями, вымогательствами и похищениями зачастую против собственных земляков. В 2010-е годы также Петербург стал центром сенсационных скандалов, связанных с жестокими убийствами, после этого город шуточно начали называть столицей маньяков. Также в городе начало расти количество тяжких преступлений, классифицированных, как «киберпреступления». К концу 2010-х годов петербургский бизнес продолжал существовать в синтезе с преступным миром, итогом чего стала серия резонансных убийств бизнесменов и депутатов.
Начало 2020-х сопровождается ростом преступности, особенно преступлений экстремистской направленности. Город также выступает транзитной зоной для перевозки наркотиков в другие страны и города России. Причиной роста преступности стала экономическая и социальная напряженность вначале в связи с пандемией Covid-19, тогда многие жители Петербурга потеряли работу. Последовавшие санкции в связи с военной агрессией России против Украины также привели к росту общественной напряжённости и вместе с этим росту преступности, особенно на бытовой почве. На рост преступности сильно влияют трудовые мигранты, будучи самой бедной и незащищённой частью городского населения. Одновременно в 2021 году была по официальным данным зарегистрировано рекордно низкое число убийств в городе со времён 1980-х годов, однако это противоречит отчётным Министерства внутренних дел РФ, согласно которым в период между 2018 и 2021 годами наблюдался трёхкратный рост нераскрытых преступлений, этот период совпал с избранием губернатора Петербурга Александра Беглова.